# Katak
Katak (urijsky କଟକ – Kaṭaka, anglicky Cuttack) je druhé největší město indického státu Urísa, kterého bylo v letech 1816–1948 hlavním městem, než se jím stal několik desítek kilometrů jižně ležící Bhuvanéšvar. Leží na začátku delty řeky Mahánadí a má přibližně šest set tisíc obyvatel.

## Dějiny
Současné město bylo založeno v roce 989.
Významnou historickou památkou je zdejší pevnost, která byla postavena v 14. století a po staletí byla oblastně významnou vojenskou základnou.

### Rodáci
- Subháš Čandra Bós (1897–1945), bojovník za indickou nezávislost